# 1000-km-Rennen auf dem Nürburgring 1977

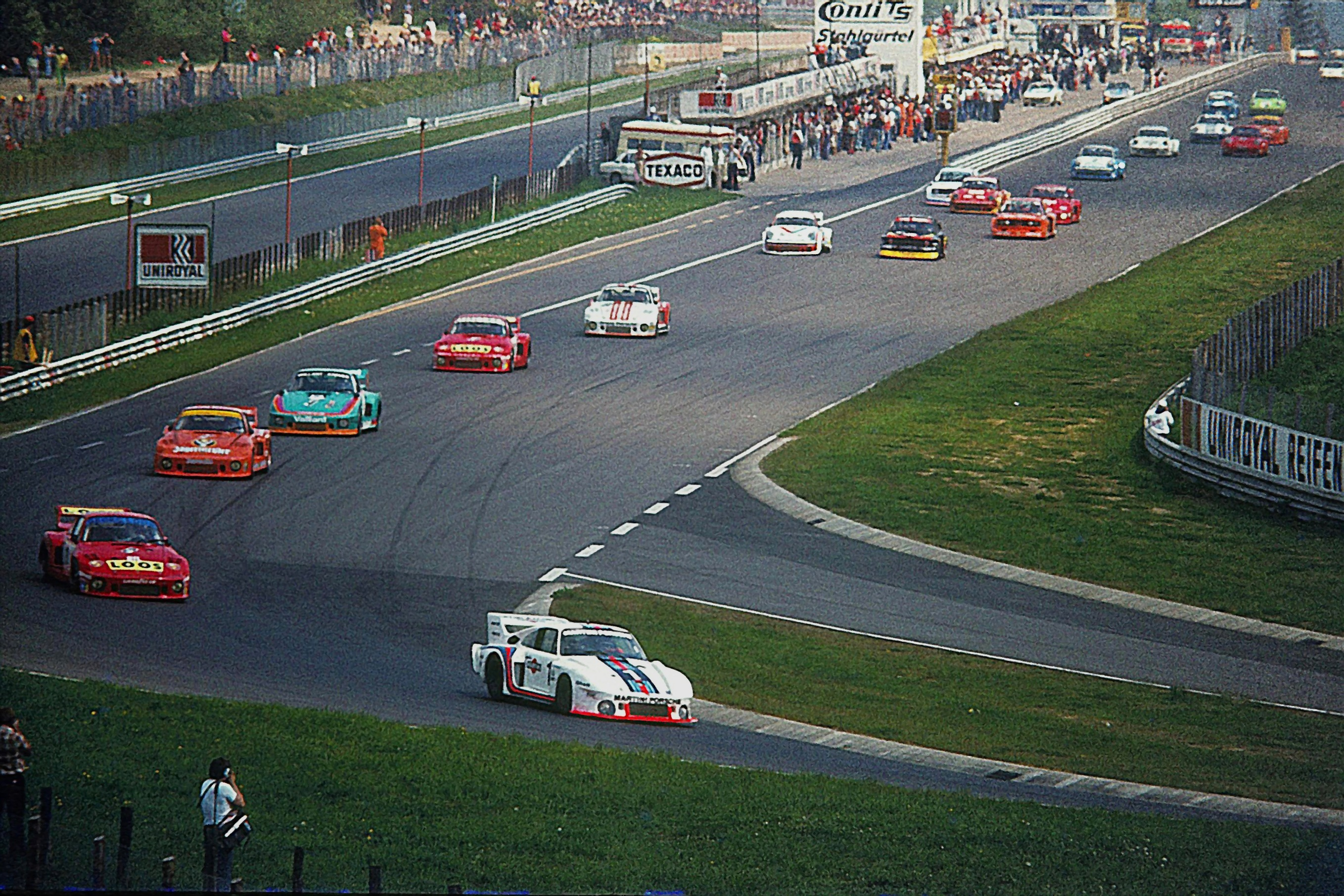
Start zum 1000-km-Rennen, vorn Ickx, gefolgt von Stommelen

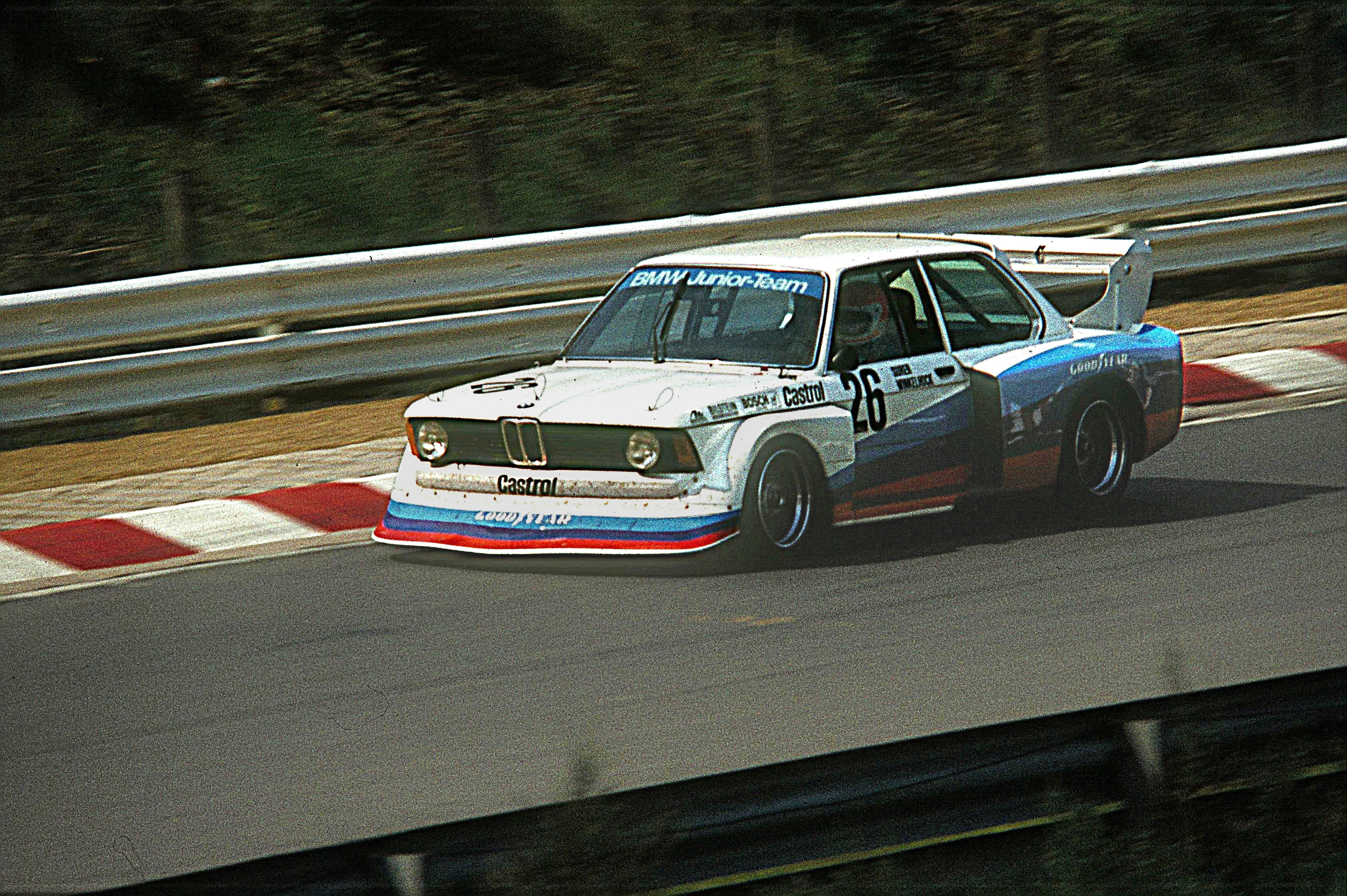
Marc Surer im BMW 320i eingangs „Hatzenbach“

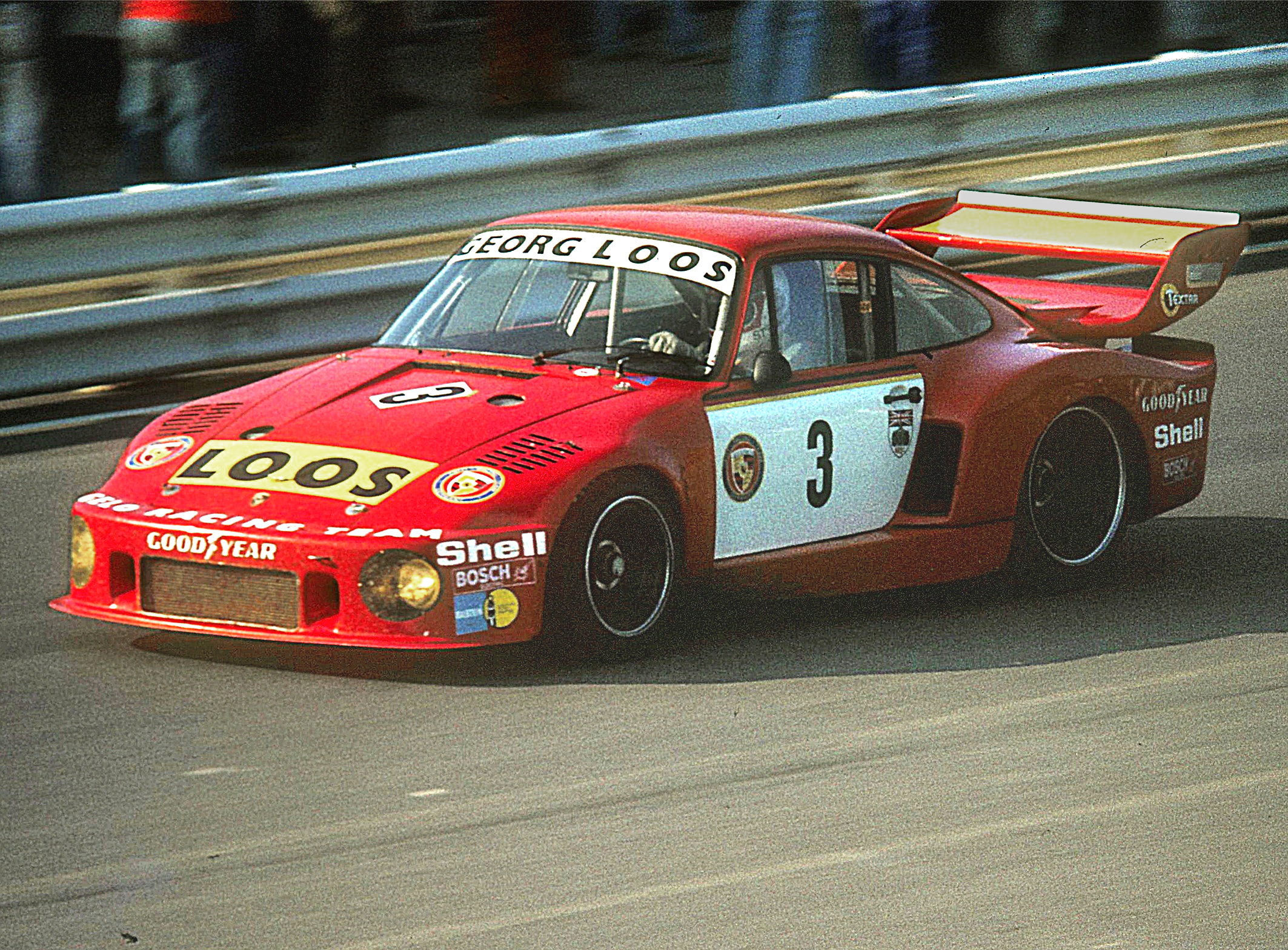
Das Siegerfahrzeug des Rennens des Gelo-Racing-Teams

Das 23.  1000-km-Rennen auf dem Nürburgring, auch 1000 km Nürburgring, Nürburgring Nordschleife, fand am 29. Mai 1977 statt und war der vierte Wertungslauf der Markenweltmeisterschaft dieses Jahres (ohne die 500-km-Rennen der Gruppe 6 in Dijon und Monza).

## Vor dem Rennen
Für die Rennen der Markenweltmeisterschaft war 1977 die „Silhouetten-Formel“ in Kraft, die den Zuschauern den Eindruck gab, ein Tourenwagenrennen zu sehen. Dennoch und trotz der auffallend großen Zahl von 23 Porsches im Starterfeld von 57 Wagen war das Rennen, zu dem 86 Meldungen eingegangen waren, von Anfang bis zum Ende spannend. Werksseitig beteiligte sich Porsche mit nur einem Fahrzeug, einem Porsche 935/77, gefahren von Jacky Ickx und Jochen Mass. Dieser Werks-Porsche mit 2,8-Liter-Motor und laut Streckensprecher einer Leistung von etwa 630 PS sollte auf dem Nürburgring gewissermaßen einen Probelauf für das 24-Stunden-Rennen in Le Mans absolvieren. Mass erzielte mit 7:31,9 Minuten die Bestzeit im Training; Startfahrer im Rennen war jedoch Ickx. Sechs weitere Porsche 935 waren vom Gelo Racing Team, Vaillant-Kremer-Team, Jägermeister Max Moritz und Josef Brambring gemeldet. Zweiter im Training war Rolf Stommelen mit 7:36,0 Minuten.

## Das Rennen
Jacky Ickx auf der Pole-Position hatte einen Frühstart und wurde mit einer Strafminute belegt, die jedoch keinen Einfluss auf das Ergebnis des rund sechs Stunden dauernden Rennens hatte, zumal sein Wagen nicht einwandfrei lief. Stommelen im älteren Porsche 935 des Gelo-Teams überholte ihn bereits gegen Ende der ersten Runde im Streckenabschnitt „Galgenkopf“ beziehungsweise nach etwa 19 Kilometern. Im weiteren Verlauf hielten Ickx und nach dem Fahrerwechsel auch Mass mehrmals an den Boxen an, bevor der Wagen nach elf Runden mit einer defekten Einspritzanlage ausfiel. Stommelen mit der Startnummer 2 war schon in Runde vier mit gebrochener Antriebswelle ausgefallen und wechselte als dritter Fahrer auf den Wagen Nummer 3; er fuhr 26 der 44 Runden. Im weiteren Verlauf wechselte die Führung mehrmals, bevor Wollek/Fitzpatrick vom Kremer-Team und Schurti/Kelleners im Jägermeister-Porsche durch Reifenschäden zurückfielen. Wollek/Fitzpatrick mussten überdies ein gebrochenes Gasgestänge notdürftig reparieren lassen.
Das 1977 gegründete BMW-Junior-Team war mit den Fahrern Marc Surer und Manfred Winkelhock in einem BMW 320i der Klasse bis 2000 cm³ am Start. Im Training hatte das Team Platz zehn erreicht. Im Rennen wurden sie Dritte, obwohl Surer gegen Schluss durch einen gebrochenen Auspuff und ins Cockpit einströmende Abgase beeinträchtigt wurde.
Nach einer Renndistanz von 1004,740 gewannen Tim Schenken, Rolf Stommelen und Toine Hezemans das 23. 1000-km-Rennen des ADAC auf der Nordschleife des Nürburgrings in der Zeit von 5:58:30,5 Stunden. Zweite wurden Bob Wollek und John Fitzpatrick. Die schnellste Rennrunde fuhr Rolf Stommelen in 7:40,1 Minuten bzw. mit einer Durchschnittsgeschwindigkeit von 178,670 km/h.

## Ergebnisse

### Schlussklassement
| 1                  | Gr. 5 + 3.0 | 3   | Gelo-Racing-Team, Georg Loos KG    | Tim Schenken Rolf Stommelen Toine Hezemans                      | Porsche 935             | 44 |
| 2                  | Gr. 5 + 3.0 | 4   | Vaillant-Kremer-Team               | Bob Wollek John Fitzpatrick                                     | Porsche 935 K2          | 43 |
| 3                  | Gr. 5 2.0   | 26  | BMW-Junior-Team                    | Marc Surer Manfred Winkelhock                                   | BMW 320i                | 43 |
| 4                  | Gr. 5 + 3.0 | 5   | Vaillant-Kremer-Team               | Franz Konrad Paul Keller                                        | Porsche 935             | 42 |
| 5                  | Gr. 5 + 3.0 | 6   | Vaillant-Kremer-Team               | Dieter Schornstein Götz von Tschirnhaus                         | Porsche 934/5           | 41 |
| 6                  | Gr. 5 + 3.0 | 7   | Jägermeister-Max-Moritz-Team       | Manfred Schurti Helmut Kelleners                                | Porsche 935             | 41 |
| 7                  | T/GT + 3.0  | 32  | Schiller Racing Team               | Claude Haldi Reinhold Joest                                     | Porsche 934             | 40 |
| 8                  | Gr. 5 3.0   | 15  | Hahn Sportwagen GmbH               | Klaus Utz Armin Jahn                                            | Porsche 911 Carrera RSR | 40 |
| 9                  | Gr. 5 3.0   | 18  | Kenneth Leim                       | Kurt Simonsen Kenneth Leim                                      | Porsche 911 Carrera RSR | 40 |
| 10                 | Gr. 5 3.0   | 16  | Jägermeister-Max-Moritz-Team       | Eckhard Schimpf Anton Fischhaber                                | Porsche 911 Carrera RSR | 39 |
| 11                 | T/GT 3.0    | 36  | Autohaus Max Moritz GmbH           | Gerhard Fetzer Dietrich Krumm                                   | Porsche 911 Carrera RSR | 39 |
| 12                 | T/GT 3.0    | 37  | Autohaus Max Moritz GmbH           | Jürgen Lässig Hermann-Peter Duge                                | Porsche 911 Carrera RSR | 39 |
| 13                 | Gr. 5 + 3.0 | 8   | Jägermeister-Max-Moritz-Team       | Jürgen Barth Edgar Dören                                        | Porsche 934/5           | 37 |
| 14                 | T/GT 3.0    | 35  | Jägermeister-Max-Moritz-Team       | Hans Habermann Romain Feitler                                   | Porsche 911 Carrera RSR | 37 |
| 15                 | T/GT 3.0    | 40  | Valvoline-Racing                   | Matthias Lörper Kurt Beise                                      | Porsche 911 Carrera RSR | 37 |
| 16                 | T/GT + 3.0  | 34  | Franz-Josef Rieder                 | Franz-Josef Rieder Horst Hoier                                  | Porsche 930             | 37 |
| 17                 | T/GT 3.0    | 39  | Wolfgang Walter                    | Wolfgang Walter Werner Prinz                                    | Porsche 911 Carrera RSR | 37 |
| 18                 | T/GT 2.0    | 76  | Renngemeinschaft Bergisch-Gladbach | Ottmar Ickenroth Richard Bremmekamp                             | BMW 2002                | 37 |
| 19                 | Gr. 5 + 3.0 | 14  | Citta dei Mille                    | Girolamo Capra Gabriele Gottifredi Angelo Cogato („Archimede“)  | Porsche 934             | 36 |
| 20                 | T/GT 2.0    | 88  | Eichberg-Racing                    | Herbert Kummle Peter Prang                                      | Ford Escort RS1800      | 36 |
| 21                 | T/GT 2.0    | 87  | Ford Berkenkamp Racing             | Dieter Selzer Karl Mauer                                        | Ford Escort RS          | 36 |
| 22                 | T/GT 3.0    | 46  | Abex-Pagid-Valvoline-Racing-Team   | Johann Weisheidinger Dietmar Hackner Heinz Jürgen Mählenhoff    | Opel Commodore GS/E     | 35 |
| 23                 | T/GT 3.0    | 45  | Gordon Spice                       | Chris Craft Gordon Spice                                        | Ford Capri              | 35 |
| 24                 | T/GT 3.0    | 42  | Valvoline-Racing                   | Axel Sonntag Werner Dittert                                     | Opel Commodore          | 35 |
| 25                 | Gr. 5 + 3.0 | 10  | Schultz-Gruppe                     | Klaus Drees Wolfgang Kauwertz                                   | Porsche 934/5           | 35 |
| 26                 | T/GT 3.0    | 44  | AC Radevormwald ADAC Team Fuffu    | Michael Lehmacher Udo Lohmann                                   | Opel Commodore GS/E     | 35 |
| 27                 | T/GT 2.0    | 70  | IFM-Electronic-Efector             | Peter Kuhlmann Peter Ochs                                       | BMW 2002                | 34 |
| 28                 | T/GT 2.0    | 80  | Haribo L. Racing-Team              | Tripo Gölz Lothar Moll Egon Timmer Bodo Eichner                 | BMW 2002                | 34 |
| 29                 | T/GT 2.0    | 64  | Valvoline Racing                   | Peter Valder Axel Sonntag Josef Wilhelmy                        | VW Golf                 | 31 |
| 30                 | T/GT 2.0    | 63  | Kamei-Autoextras                   | Bernd Renneisen Wolfgang Wolf                                   | VW Golf                 | 30 |
| 31                 | T/GT 2.0    | 73  | Franz Prentzel                     | Wolfgang Dimmendaal Franz Prentzel                              | BMW 2002                | 30 |
| Ausgefallen        |             |     |                                    |                                                                 |                         |    |
| 32                 | Gr. 5 + 3.0 | 9   | Josef Brambring                    | Leo Kinnunen Jürgen Neuhaus Albrecht Krebs                      | Porsche 935             | 19 |
| 33                 | T/GT 3.0    | 52  | Valvoline Deutschland              | Siegfried Herzog Robert Rupitsch                                | Opel Commodore GS/E     | 18 |
| 34                 | T/GT 2.0    | 75  | Team Wietis, BMW Wietis & Co.      | Wolfgang Köster Rolf Krepschik                                  | BMW 2002                | 18 |
| 35                 | T/GT 2.0    | 81  | Valvoline-Racing                   | Peter Schumacher Josef Stockhausen                              | BMW 2002                | 17 |
| 36                 | T/GT 2.0    | 62  | Spiess-Tuning                      | Helmut Henzler Willi Bergmeister                                | VW Scirocco             | 14 |
| 37                 | Gr. 5 2.0   | 27T | BMW Faltz                          | Hans-Joachim Stuck Harald Grohs                                 | BMW 320i                | 13 |
| 38                 | T/GT 2.0    | 74  | Team Wietis, BMW Wietis & Co.      | Helmut Kreinberg Hartmut Gambalat                               | BMW 2002                | 13 |
| 39                 | T/GT 2.0    | 77  | MSTC Erbach DMV                    | Gert Englerth Hans Weißgerber                                   | BMW 2002                | 13 |
| 40                 | Gr. 5 2.0   | 25  | Zakspeed Racing                    | Hans Heyer Armin Hahne                                          | Ford Escort RS          | 12 |
| 41                 | T/GT 2.0    | 89  | Ford Berkenkamp Racing             | Mathias Schneider Holger Soltwedel                              | Ford Escort RS          | 12 |
| 42                 | Gr. 5 + 3.0 | 1   | Martini Racing                     | Jacky Ickx Jochen Mass                                          | Porsche 935/77          | 11 |
| 43                 | T/GT 2.0    | 86  | KWS-Freizeit-Racing-Team 77        | Rudolf Dötsch Jean-Louis Schlesser                              | Ford Escort             | 11 |
| 44                 | T/GT 3.0    | 38  | Scuderia Basilea                   | Peter Zbinden Edi Kofel                                         | Porsche 911 Carrera RSR | 10 |
| 45                 | T/GT 2.0    | 83  | Heinz-Jürgen Dahmen                | Heinz-Jürgen Dahmen Peter Hähnlein                              | BMW 2002                | 9  |
| 46                 | T/GT 2.0    | 79  | Valvoline-Racing                   | Kurt Hens Norbert Lehmann                                       | BMW 1600/2              | 8  |
| 47                 | T/GT + 3.0  | 33  | Valvoline Deutschland              | Eberhard Sindel Günter Steckkönig                               | Porsche 934             | 7  |
| 48                 | T/GT 3.0    | 53  | Helmut Sauter                      | Hubert Weis Helmut Sauter Hartmut Böhme                         | Opel Commodore GS/E     | 7  |
| 49                 | Gr. 5 3.0   | 21  | Eichberg Racing                    | Dieter Gartmann Herbert Kummle                                  | Ford Capri              | 6  |
| 50                 | T/GT 2.0    | 71  | Kneipp-Sanatorium "Sonnenhof"      | Rudolf Gülker Wulf Schumacher                                   | BMW 2002                | 5  |
| 51                 | T/GT 2.0    | 85  | KWS-Autotechnik-Team               | Berthold Doll Norbert Schommer Hartmut Bauer                    | Ford Escort RS          | 5  |
| 52                 | T/GT 3.0    | 48  | Bachem Opel                        | Rolf Koerner Hans-Wilhelm Ridder Lothar Schörg                  | Opel Commodore GS/E     | 4  |
| 53                 | T/GT 2.0    | 69  | Valvoline-Auto-Budde-Racing        | Peter Ernst Rainer Zweibäumer Lothar vom Stein                  | BMW 2002                | 4  |
| 54                 | Gr. 5 + 3.0 | 2   | Gelo Racing Team                   | Rolf Stommelen Toine Hezemans                                   | Porsche 935             | 3  |
| 55                 | Gr. 5 2.0   | 31  | Jolly Club                         | Umberto Grano Siegfried Müller senior Martino Finotto           | Ford Escort RS2000      | 2  |
| 56                 | T/GT 2.0    | 78  | Rudi Beck                          | Rudolf Beck Klaus Miebach                                       | BMW 2002                | 1  |
| 57                 | T/GT 2.0    | 84  | KWS-Freizeit-Racing-Team 77        | Helmut Döring Hartmut Bauer                                     | Ford Escort             | 1  |
| Nicht gestartet    |             |     |                                    |                                                                 |                         |    |
| 58                 | T/GT 3.0    | 47  | Valvoline Deutschland              | Johann Weisheidinger Dietmar Hackner Heinz Jürgen Mählenhoff    | Opel Commodore GS/E     | 1  |
| 59                 | T/GT 3.0    | 49  | Opel Bachem                        | Hans-Wilhelm Ridder Otto Kälberer                               | Opel Commodore GS/E     | 2  |
| 60                 | T/GT 3.0    | 54  | Kurt Auer                          | Kurt Auer Udo Schneider                                         | Opel Commodore          | 3  |
| 61                 | T/GT 2.0    | 91  | AC Rübenach eV. im ADAC            | Martin Stein Horst Willems                                      | Triumph Dolomite        | 4  |
| 62                 | T/GT 2.0    | 92  | Valvoline Racing                   | Josef Wilhelmy Udo Piesack                                      | Opel Kadett GT/E        | 5  |
| Nicht qualifiziert |             |     |                                    |                                                                 |                         |    |
| 63                 | T/GT 2.0    | 29  | Dieter Fiedler                     | Dieter Fiedler Uwe Reich Knut Jaeger                            | Opel Ascona             | 6  |
| 64                 | T/GT 3.0    | 43  | Diermeier Ford                     | Harald Hinz                                                     | Ford Capri              | 7  |
| 65                 | T/GT 3.0    | 50  | KWS Motorsport                     | Herbert Stenger Helmut Schroeder Paul Smith                     | Ford Capri              | 8  |
| 66                 | T/GT 3.0    | 51  | Valvoline Deutschland              | Werner Dittert Clemens Diewald                                  | Opel Commodore GS/E     | 9  |
| 67                 | T/GT 2.0    | 65  | Renngemeinschaft Sieglar e. V.     | Ingolf Lucas Wilfried Schmitz Alexander Nickisch                | VW Scirocco             | 10 |
| 68                 | T/GT 2.0    | 66  | Michael Sanden                     | Michael Sanden Helmut Klinkhammer                               | Ford Escort RS          | 11 |
| 69                 | T/GT 2.0    | 67  | Scuderia Citta dei Mille           | Girolamo Capra Bruno Rebai Angelo Cogato („Archimede“)          | Porsche 914/6           | 12 |
| 70                 | T/GT 2.0    | 68  | Renngemeinschaft Sieglar e. V.     | Alexander Nickisch Dieter Walterscheid Joachim Schramm          | BMW 2002                | 13 |
| 71                 | T/GT 2.0    | 72  | Valvoline Deutschland              | Hanno Schumacher Hans Schell Horst Klauke                       | BMW 2002                | 14 |
| 72                 | T/GT 2.0    | 82  | Hilde Schmidt                      | Jens Schmidt Hilde Schmidt Gerhard Tappe                        | BMW 2002                | 15 |
| 73                 | T/GT 2.0    | 90  | Scuderia Colonia                   | Günter Wohlfahrter Karl Pathe Günter Paritschke                 | Ford Escort RS          | 16 |
| 74                 | T/GT 2.0    | 93  | AC Hilden                          | Helmut Gries Karl-Ernst Brune Arthur Eickenberg Ludwig Dreeser  | Alfa Romeo GTV          | 17 |
| 75                 | T/GT 2.0    | 94  | AC Hilden                          | Karl-Ernst Brune Helmut Gries Siegfried Schlacks Ludwig Dreeser | Alfa Romeo Alfetta      | 18 |
| 76                 | T/GT 2.0    | 95  | Ludwig Nieberle                    | Ludwig Nieberle Friedrich-Wilhelm Fricke                        | VW Golf GTI             | 19 |
| 77                 | T/GT 2.0    | 96  | Karl-Friedrich Hunold              | Karl-Friedrich Hunold Werner Muschak Hermann Molitor            | Opel Kadett GT/E        | 20 |
| Trainingslauf      |             |     |                                    |                                                                 |                         |    |
| 78                 | Gr. 5 2.0   | 27  | BMW Faltz                          | Hans-Joachim Stuck Harald Grohs                                 | BMW 320i                | 21 |

1 nicht gestartet
2 nicht gestartet
3 nicht gestartet
4 nicht gestartet
5 nicht gestartet
6 nicht qualifiziert
7 nicht qualifiziert
8 nicht qualifiziert
9 nicht qualifiziert
10 nicht qualifiziert
11 nicht qualifiziert
12 nicht qualifiziert
13 nicht qualifiziert
14 nicht qualifiziert
15 nicht qualifiziert
16 nicht qualifiziert
17 nicht qualifiziert
18 nicht qualifiziert
19 nicht qualifiziert
20 nicht qualifiziert
21 Unfall im Training

### Nur in der Meldeliste
Hier finden sich Teams, Fahrer und Fahrzeuge, die ursprünglich für das Rennen gemeldet waren, aber aus den unterschiedlichsten Gründen daran nicht teilnahmen.
| Pos. | Klasse      | Nr. | Team                | Fahrer                                  | Chassis                 |
| ---- | ----------- | --- | ------------------- | --------------------------------------- | ----------------------- |
| 79   | Gr. 5 + 3.0 | 11  | Jürgen Kannacher    | Gerhard Holup                           | Porsche 935             |
| 80   | Gr. 5 + 3.0 | 12  | Kannacher GT Racing | Franz Konrad                            | Porsche 935             |
| 81   | Gr. 5 + 3.0 | 13  | Jolly Club          | Martino Finotto Carlo Facetti           | Porsche 935             |
| 82   | Gr. 5 3.0   | 17  | Autohaus Max Moritz |                                         | Porsche 911 Carrera RSR |
| 83   | Gr. 5 3.0   | 20  | Citta dei Mille     | Carlo Rebai Angelo Cogato („Archimede“) | Porsche 911 Carrera RSR |
| 84   | Gr. 5 2.0   | 28  | Jörg Obermoser      | Jörg Obermoser                          | BMW 320i                |
| 85   | Gr. 5 2.0   | 30  | GVEA                | Heinz-Jörgen Dahmen                     | BMW 2002                |
| 86   | T/GT 2.0    | 61  | Manfred Mohr        | Manfred Mohr                            | VW Scirocco             |

### Klassensieger
| Klasse      | Fahrer           | Fahrer             | Fahrer         | Fahrzeug                | Platzierung im Gesamtklassement |
| ----------- | ---------------- | ------------------ | -------------- | ----------------------- | ------------------------------- |
| Gr. 5 + 3.0 | Tim Schenken     | Rolf Stommelen     | Toine Hezemans | Porsche 935             | Gesamtsieg                      |
| Gr. 5 3.0   | Klaus Utz        | Armin Jahn         |                | Porsche 911 Carrera RSR | Rang 8                          |
| Gr. 5 2.0   | Marc Surer       | Manfred Winkelhock |                | BMW 320i                | Rang 3                          |
| T/GT + 3.0  | Claude Haldi     | Reinhold Joest     |                | Porsche 934             | Rang 7                          |
| T/GT 3.0    | Gerhard Fetzer   | Dietrich Krumm     |                | Porsche 911 Carrera RSR | Rang 11                         |
| T/GT 2.0    | Ottmar Ickenroth | Richard Bremmekamp |                | BMW 2002                | Rang 18                         |

### Renndaten
- Gemeldet: 86
- Gestartet: 57
- Gewertet: 31
- Rennklassen: 6
- Zuschauer: 80.000
- Wetter am Renntag: unbekannt
- Streckenlänge: 22,835 km
- Fahrzeit des Siegerteams: 5:58:30,500 Stunden
- Gesamtrunden des Siegerteams: 44
- Gesamtdistanz des Siegerteams: 1004,740 km
- Siegerschnitt: 168,153 km/h
- Pole Position: Jacky Ickx – Porsche 935/77 (#1) – 7:31,900 = 180,672 km/h
- Schnellste Rennrunde: Rolf Stommelen – Porsche 935 (#3) – 7:40,100 = 178,670 km/h
- Rennserie: 6. Lauf zur Sportwagen-Weltmeisterschaft 1977